# Luis de Manuela
Luis de Manuela (Jerez de la frontera, Cádiz), España, 1976.

## Biografía
Luis Román Galán (Luis de Manuela), ha ejercido el periodismo como comentarista de flamenco y columnista de opinión y ha sido, asimismo, presentador de recitales flamencos en diversas peñas de Jerez. Empieza a recibir clases de guitarra flamenca a los 10 años con Manuel Lozano El Carbonero y José Luis Balao, aunque el pueblo en el que germina su afición por el flamenco es Trebujena (Cádiz), localidad materna en la que asiste, desde muy pequeño, a los recitales de la Peña Cultural Flamenca La Trilla.
A los 17 escribe poesía para el certamen literario de su instituto. Con 20, debuta como tocaor solista en un acto organizado por un colectivo jerezano lúdico-cultural. Un año más tarde se presenta en una peña flamenca de su ciudad por primera vez, también como guitarrista en solitario.
Tras un periodo de inactividad artística, retoma la senda interpretativa a través del teatro, donde acude como alumno a varias escuelas andaluzas. Entre 2009 y 2010 decide ser cantautor, poniendo música a sus propios poemas. Su primer proyecto poético se engloba bajo el título Entre la conspiración y los sueños. Desde 2010 –año que ofreció una conferencia sobre Miguel Hernández con motivo del centenario de su nacimiento– es integrante, junto a los poetas Miguel Ángel Rincón Peña y David Romero, de El Fuego de la Utopía, colectivo cultural con el que ha recorrido como cantautor diversos pueblos andaluces, como Castro del Río (Córdoba), Ronda, Sevilla, Marchena y El Coronil (Sevilla) y Cádiz, Sanlúcar de Barrameda, Chipiona, Algar, El Bosque, La Barca de la Florida, Jerez de la Frontera, Bornos, Prado del Rey y Conil de la Frontera (Cádiz). Aparte, ha tenido varias actuaciones como cantaor de flamenco en Sevilla y escribe letras para sí mismo y para algunos cantaores. Actualmente, reside en la capital andaluza, donde es alumno becado en la especialidad de cante en la Fundación Cristina Heeren de Arte Flamenco.

## Discografía
Entre la conspiración y los sueños (2014)